# 宗教虐待
宗教虐待（英語：Religious abuse），是一種以「宗教」名義下实施的虐待，包括骚扰及羞辱。宗教虐待可导致心理創傷及創傷後壓力症。除了非故意的傷害外及非惡意的傷害外，宗教虐待还可能包括为了自私、世俗或意识形态等目的而進行的宗教虐待，例如牧师濫用其职位。 

## 心理虐待
宗教虐待其中一個特點，是指因宗教教義或教導，已造成的心理操蹤或傷害。這也包括宗教中使用权威职位。 通常兒童和情绪脆弱的成年人，比較容易受傷害，而宗教虐待背后和动机各不相同，不少傷害是無意及善意的，但也可能是恶意的。 

## 宗教暴力
宗教暴力和宗教极端主义（也称为社区暴力 ），是一个因宗教而引起的暴力行为。 

### 人祭
人祭、或人类牺牲（有时称为以宗教儀式為名的謀殺），是殺害或傷害人來獻祭給上帝的行為。這種儀式，已在歷史上不同的文化及场合中进行。人祭背后的各种理由、和推动一般的宗教牺牲的理由，大致相同。人祭通常是为了带来好运和安抚众神。生育是古代宗教祭祀的另一个常见的事項。

## 靈性虐待
靈性虐待（英語：Spiritual abuse）包括：
- 心理虐待、及情感虐待
- 身体虐待，包括身体伤害及剥夺飲食。
- 性虐待
- 任何羞辱或贬低個人尊严的言行。
- 恐吓和要求服从屬靈权威，而没有任何异议的权利。
- 不合理地控制一个人在屬靈上或世俗事务上，行使自由意志的基本权利。
- 诬告和反复批评，将一个人贴上「不听话」、「叛逆」、「缺乏信心」、「妖魔」、「叛教」、「教會的敵人」、或「神的敵人」等標签。
- 因為宗教及靈性的原因，受到孤立、分离、权利剥夺或与導致與宗教群体外的家人和朋友疏远。
- 只有当成员，成功通过信仰的各个阶段时，他们才会向他们透露其宗教的神秘性、隐藏的议程和要求。 [6]
- 强制实行超自然的儀式，例如趕鬼、招魂術、神秘主义或是该宗教成员特有的其他意识形态。 [6]
- 对追随者的经济剥削或奴役。 [6]
- 因宗教及屬靈等超自然原因，要求信眾或子女拒絕接受治療。[7]

## 引用来源
- Lambert, Steven. . Real Truth Publications. 1996  [2022-09-17]. （原始内容存档于2022-09-22）.
- Pasquale, T. . Chalice Press. 2015.
- Yeakley, Flavil.  2nd. Nashville: Gospel Advocate Company. 1988. ISBN 0-89225-311-8.